# Ludwig Kubanek

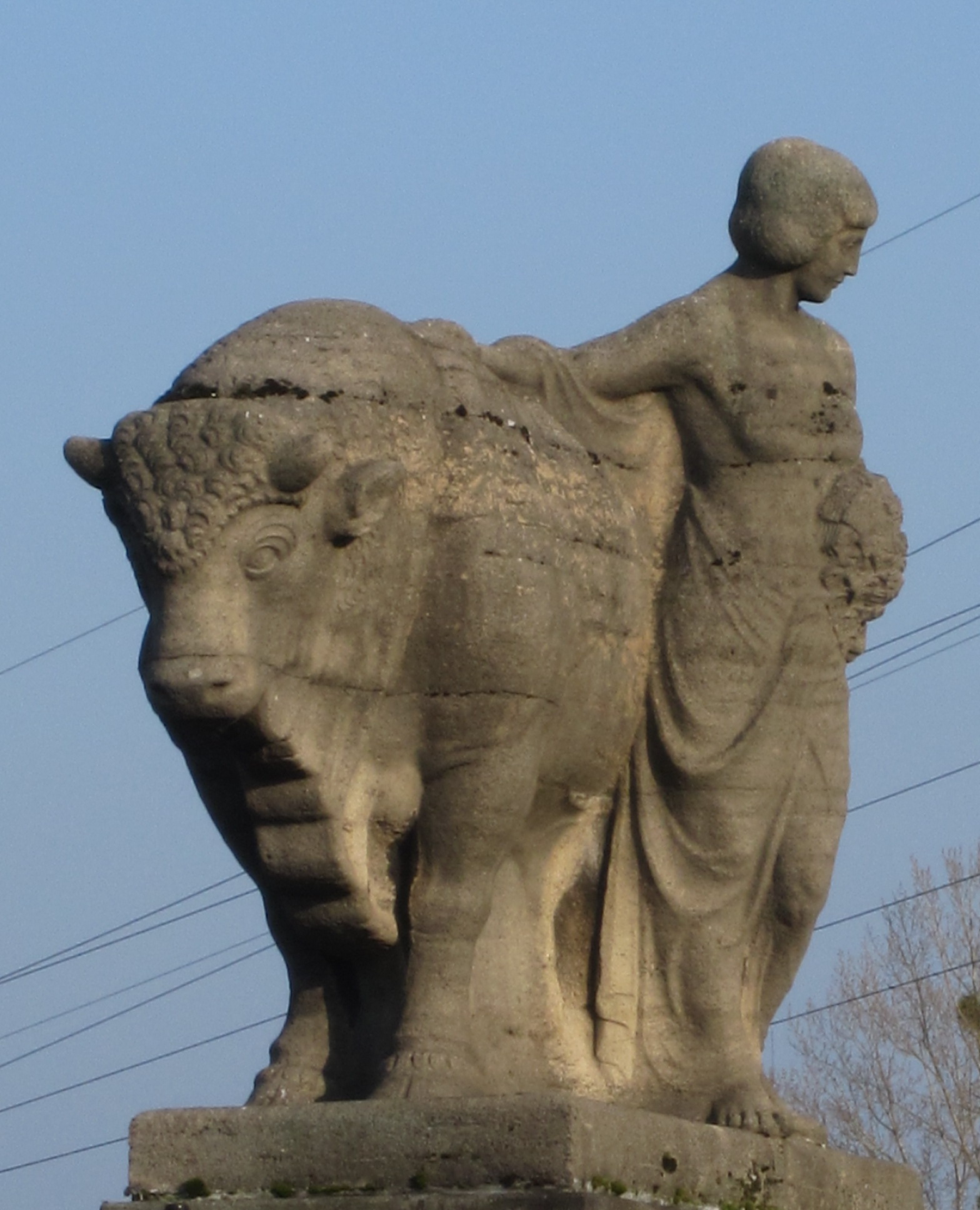
Figur auf der Ochsenbrücke

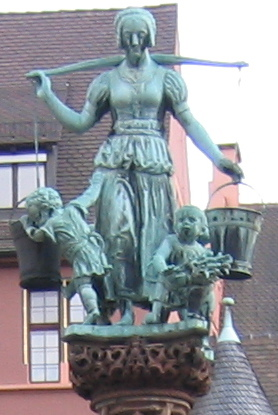
Wasserträgerin auf dem Rau-Brunnen

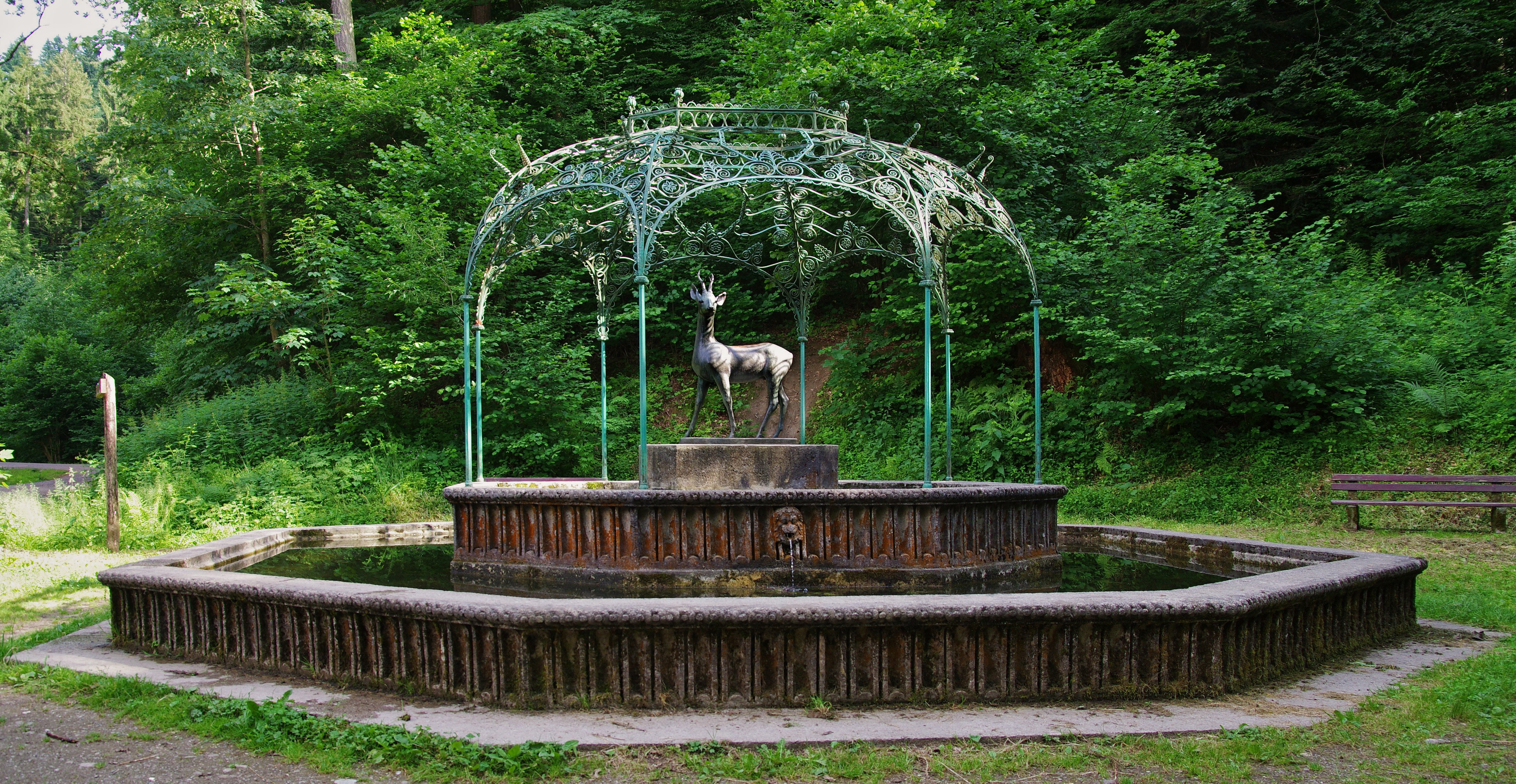
Der Rehbrunnen eine Zusammenarbeit von Ludwig Kubanek und Brenzinger & Cie.

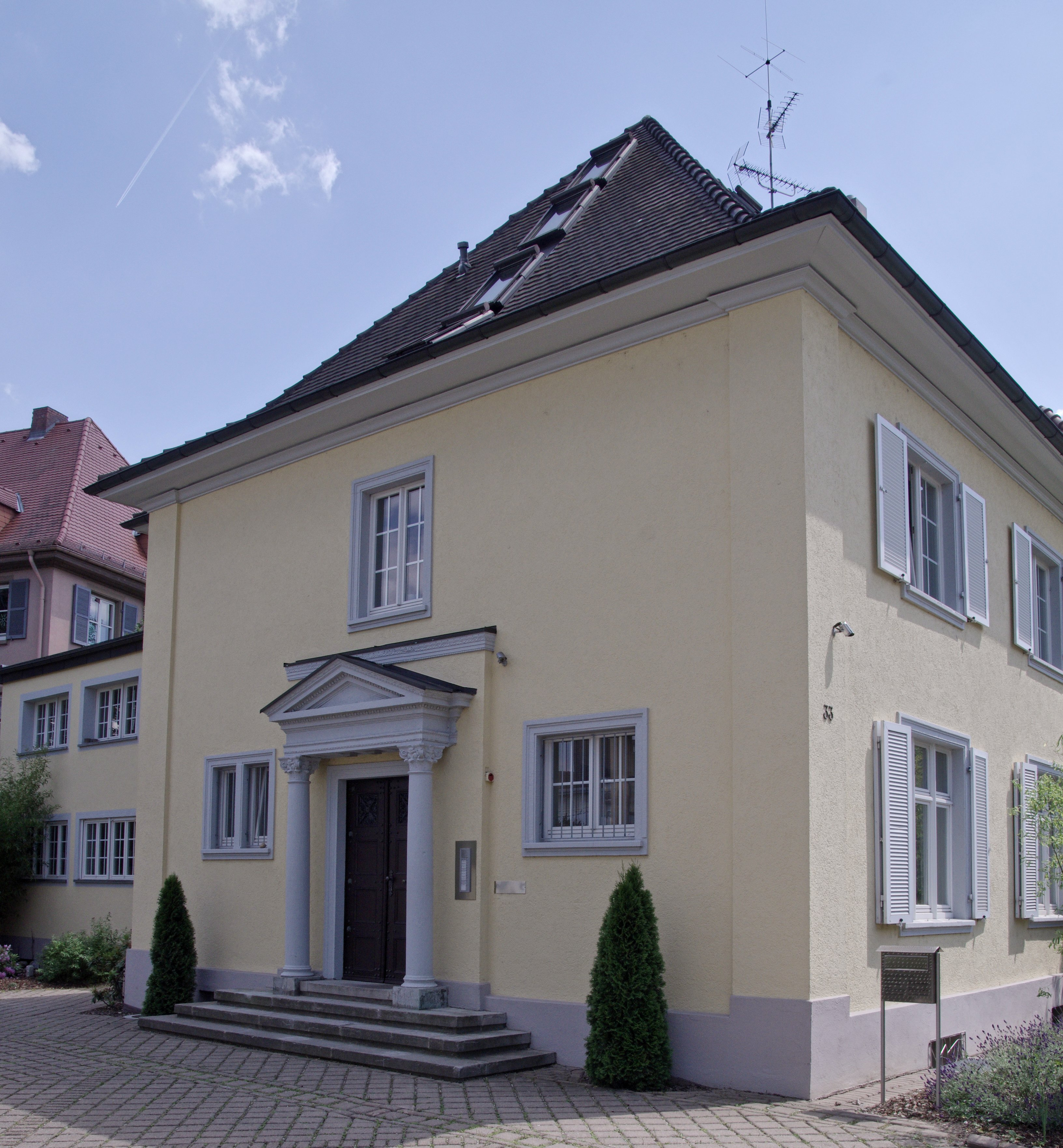
Wohnhaus von Ludwig Kubanek erbautes in der Freiburger Friedhofsstraße

Ludwig Kubanek (* 3. Februar 1877 in Graz; † 1929 in Freiburg im Breisgau) war ein badischer Bildhauer und Stuckateur.

## Leben
Ludwig Kubanek erhielt seine Ausbildung an der Akademie der Bildenden Künste München.
Zu seinen bekanntesten Werken in Freiburg im Breisgau gehören die Wasserträgerin des Rau-Brunnens von 1909, jetzt auf dem Kartoffelmarkt, und die Figuren der Ochsenbrücke von 1912. Beide Arbeiten entstanden nach Entwürfen des Freiburger Architekten Carl Anton Meckel.
Von 1907 bis 1913 arbeitete Kubanek mit Hans Weißburger (1876–1951) aus Riedlingen in einer gemeinsamen Werkstatt. Die beiden stuckierten 1909 und 1910 die Klosterkirche von St. Märgen neu, die 1907 nach einem Blitzschlag abgebrannt war. Teils das Zerstörte nachahmend, teils frei entwerfend fertigten sie den Stuck der Langhausdecke, die Engelputten an den Sakristeizugängen, die Kartusche über dem Chorbogen, die Musik-Arrangements an der Emporenbrüstung und alle fünf Altäre. Frei entwarfen sie auch den Stuck der Gnaden-Kapelle mit dem romanischen Gnadenbild, das von zwei originalen Engeln Matthias Fallers getragen wird. „Die St. Märgener Kirche ist … ein hervorragendes Beispiel eines qualitätsvollen Neobarock aus der Zeit vor dem Ersten Weltkrieg, dessen Wert in der Gegenwart mehr und mehr deutlich wird.“
Für die Basler Heiliggeistkirche, die ab 1911 nach den von Carl Anton Meckel und seinem Vater Max Meckel überarbeiteten Plänen erbaut wurde, schufen Weißburger & Kubanek die Bauplastik sowie den neubarocken Taufstein für die Kirche Heilig Geist in Lahr-Dinglingen.
Für das im Zweiten Weltkrieg größtenteils zerstörte Freiburger Stadttheater setzte Kubanek ab 1906 mit fünf seiner Kollegen die Gipsmodelle von Hermann Feuerhahn um. 1919 war Kubanek für die Ausgestaltung der Neunlinden-Kapelle in Elzach verantwortlich.
Im Jahr 1912 schuf er einen bronzenen Rehbock für einen Brunnen von Brenzinger & Cie. in der Bodlesau. Nachdem dieser im Jahr 1923 gestohlen und zersägt worden war, fertigte Kubanek im August 1924 einen zweiten Abguss vom Originalmodell zum Preis von 1050 Goldmark. Nachdem die Figur der im Mai 1942 befohlenen Metallspende zum Opfer gefallen war, wurde sie nach dem Zweiten Weltkrieg erneut gegossen.
Das Atelier von Weißburger und Kubanek zog von der Reichsgrafenstraße 12 in die Kirchstraße 44 um. Später arbeitete Kubanek in der Friedhofstraße, wo er sich ein Haus bauen ließ. Auf dem benachbarten Freiburger Hauptfriedhof finden sich zahlreiche Grabmale aus Kubaneks Werkstatt.
Nach seiner Ausbildung zum Technischen Zeichner arbeitete der spätere Bildhauer Nikolaus Röslmeir in Kubaneks Atelier.